# تشارلز غروف
تشارلز غروف (16 ديسمبر 1912 في المملكة المتحدة - 15 فبراير 1982 في المملكة المتحدة) (بالإنجليزية: Charles Grove)‏ هو لاعب كريكت بريطاني وبريطاني (وحمل سابقاً جنسية المملكة المتحدة لبريطانيا العظمى وأيرلندا). لعب مع نادي مقاطعة ورسسترشاير للكريكيت ‏ ونادي وارويكشاير للكريكيت ‏.

## وصلات خارجية
- تشارلز غروف على موقع إي آس بي آن كريك إنفو (الإنجليزية)